# Leucogloea compressa
Leucogloea compressa är en svampart som först beskrevs av Ellis & Everh., och fick sitt nu gällande namn av R. Kirschner 2004. Leucogloea compressa ingår i släktet Leucogloea, ordningen Atractiellales, klassen Atractiellomycetes, divisionen basidiesvampar och riket svampar.   Inga underarter finns listade i Catalogue of Life.